# Opere, con l'autografia di un ritratto
Opere, con l'Autografia d'un ritratto è una raccolta di opere di Carmelo Bene edito la prima volta nel 1995 dalla Bompiani (prima edizione Classici in brossura aprile 2002) che comprende:
- Autografia di un ritratto
- Lorenzaccio
- Nostra Signora dei Turchi
- Credito italiano V.E.R.D.I.
- L'orecchio mancante
- S.A.D.E.
- Ritratto di Signora del cavalier Masoch per intercessione della beata Maria Goretti
- Giuseppe Desa da Copertino (A boccaperta)
- Pinocchio e proposte per il Teatro
- Arden of Feversham
- Il Rosa e il Nero
- Riccardo III
- Otello
- Manfred
- Egmont
- La voce di Narciso
- Sono apparso alla Madonna
- Macbeth
- Adelchi
- Lorenzaccio da Alfred de Musset
- La ricerca teatrale nella rappresentazione di Stato
- Pentesilea
- Hamlet Suite

- Fortuna critica (articoli ed estratti di saggi di Goffredo Fofi, Ennio Flaiano, Alberto Arbasino, Giuseppe Bartolucci, Gilles Deleuze, Oreste Del Buono, Franco Quadri, Pierre Klossowski, Jean-Paul Manganaro, Umberto Artioli, André Scala, Camille Dumoulié, Piergiorgio Giacchè, Edoardo Fadini, Enrico Ghezzi)
- Riferimenti bibliografici (cinema, discografia, televisione, bibliografia, radiofonia, spettacoli teatrali)

## Edizioni
- Carmelo Bene, Opere, con l'autografia di un ritratto, Bompiani, Milano, 2002, ISBN 88-452-5166-7